# サンシャインシティ・アルタ
サンシャインシティ・アルタ（Sunshine City ALTA）は、東京都豊島区東池袋のサンシャインシティ内で三越伊勢丹プロパティ・デザインが運営する専門店街である。池袋アルタとも呼ばれる。
なお、同じくサンシャインシティの中にある専門店街アルパ（alpa）とは異なる。

## 概要
三越の運営する、10代 - 20代前半の若者向けに特化した商業施設である。サンシャインシティのワールドインポートマートの1FとB1Fにあり、約80店舗のブティック、雑貨店、飲食店などで構成されている。服や雑貨などのイベントも開いている。1981年10月に『サンシャインシティ三越』として開業、1984年3月に店舗を縮小したうえで『三越YOU館』に改称、2003年9月に現名称に改称された。店舗の入れ替えは頻繁に行われ、1年間で10店舗近く入れ替わることもある。商品の入れ替えも激しく、超小型店舗も入居させている。それが成功している秘訣ともされ、不振が囁かれる三越の店舗の中にあって売上は好調といわれる。売上げは日本橋三越本店に計上されている。

## 店舗
店舗についてはSHOP GUIDEを参照

## 交通アクセス
- 池袋駅東口から徒歩8分
- 東池袋駅（地下鉄有楽町線）から徒歩3分
- 東池袋4丁目駅（都電）から徒歩4分